# Suoneria

Il Nokia tune, la più celebre delle suonerie, è tratto dal Gran Vals di Francisco Tárrega

La suoneria (più corretta, anche se meno comune, la variante soneria) è un suono emesso da un telefono per avvisare di una chiamata entrante. 
Il termine è molto spesso utilizzato per riferirsi ad un suono personalizzabile disponibile su un telefono. Questa possibilità originariamente era fornita perché la gente fosse in grado di determinare se il loro telefono stava suonando quando si trovavano in compagnia di altri possessori di cellulari. I telefoni più nuovi possono utilizzare piccoli brani musicali come suonerie e la vendita di questi ultimi è diventato uno dei principali settori dell'industria musicale.
Le campagne pubblicitarie basate sulle suonerie sono diventate molto popolari, sebbene abbiano attratto un grande movimento di critiche.
Un telefono suona solo quando uno speciale "segnale di chiamata" è trasmesso. Per i telefoni ordinari, il segnale di chiamata è un'onda da 90-volt 20-hertz AC generata dall'interruttore al quale è connesso il telefono. Nei telefoni cellulari, il segnale di chiamata è uno specifico segnale di radio frequenza.
L'alternativa alla suoneria è la vibrazione. È particolarmente consigliata:
- in ambienti rumorosi
- in luoghi dove la suoneria può disturbare
- per udito debole

## Tipi di suoneria

### Suoneria a toni
Le suonerie mono e polifoniche sono memorizzate sul cellulare in un formato che funziona in maniera analoga al MIDI. Un file di testo contiene dei caratteri alfanumerici, che nel formato corrispondono a determinate note, riprodotte poi dal cellulare. 
Si tratta di un formato aperto e non proprietario per il quale esistono modelli di cellulare, dotati della funzionalità detta "compositore", che permettono di creare suonerie direttamente sul telefonino, senza scaricarle a pagamento da siti Internet o da un centro-servizi. L'utente deve digitare da tastiera i caratteri corrispondenti alle varie note e salvare la suoneria.

#### Monofonica
I primi cellulari avevano la capacità di riprodurre solo suonerie monofoniche, piccole suonerie realizzate con semplici toni. Molti di questi telefoni avevano anche la caratteristica di avere un programmatore di suoni incorporato usando un compositore di suonerie interno. Diversi formati sono stati sviluppati per permettere di spedire le suonerie via messaggi SMS, per esempio la codifica RTTL (Ring Tone Transfer Language).
Le suonerie monofoniche e monotoniche (costituite da un'unica nota ripetuta) della Nokia, introdotte a partire dal 2000 in alcuni modelli di punta come il Nokia 3310 e tuttora presenti in diversi smartphone dell'azienda finlandese, sono diventate popolari per essere interpretabili come codice Morse. Ne sono un esempio la suoneria chiamata "Speciale", usata per la ricezione dei messaggi di testo, il cui significato in Morse è SMS (••• -- •••), e quella chiamata "Ascendente" il cui significato è Connecting people, motto dell'azienda.

#### Polifonica
Le suonerie polifoniche sono costituite da molteplici toni che possono essere riprodotti allo stesso tempo utilizzando strumenti musicali come chitarra, tamburi, tastiera, ecc. Molti telefoni sono ora capaci di riprodurre politoni più complessi; fino a 128 note individuali con strumenti diversi possono essere suonate simultaneamente per rendere più realistico un suono musicale. I produttori di telefonini hanno giovato delle nuove tecnologie per migliorare gli altoparlanti e riuscire a produrre suoni di qualità migliore. Un altro tipo di suoneria è presente nei  cellulari della Nokia, della Brondi e negli smartphone della Huawei; si tratta di canzoni o brani di musica classica che vengono riprodotti dal telefono. Ne sono esempio le canzoni di Natale We wish you a Merry Christmas e Jingle Bells e Sinfonia numero 40 di Mozart per Nokia, Rondò alla turca sempre di Mozart per Brondi e il Walzer dei fiori  di Tcaichovsky per Huawei.

### Suoneria musicale
Una nuova versione di suoneria (spesso chiamate suonerie musicali, o toni vocali, toni reali, ecc.), utilizza attualmente brani di musica insieme ai testi delle canzoni, alle musiche e alle voci di sottofondo. Tipicamente sono contenute nei formati AAC (Advanced Audio Coding), MP3, WMA, WAV, QCP, o AMR (Adaptive Multi-Rate) e possono essere usate come suonerie in molti telefoni della Serie 60, Symbian o smartphone. Molti produttori di telefonini stanno includendo la possibilità di utilizzare suonerie vocali sulla maggior parte dei telefoni di nuova generazioni tra cui Sony Ericsson, Nokia, Motorola. La prima vera suoneria musicale è stata creata da Richard Fortenberry e Brad Zutaut e fu mandata attraverso la rete Sprint. Sono stati due dei fondatori di una compagnia chiamata Xingtone. La suoneria era tratta da una canzone della band Devo.

## Popolarità
Le suonerie, così come i loghi operatore, si sono dimostrati essere un metodo popolare per personalizzare i telefonini;
un'importante industria ha fatto risaltare il bisogno della gente di personalizzare i telefoni, perciò i telefoni più nuovi includono tra le caratteristiche la possibilità di creare suonerie proprie. A molte persone piace la personalizzazione del telefoni, ma alcuni ritengono che certe suonerie possano disturbare in pubblico e in alcune altre circostanze. 
Molte società hanno fatto affari vendendo suonerie, pubblicizzando in televisione e su siti internet. Un aspetto critico di queste società è la sottoscrizione di un contratto che vincola i clienti richiedendo una cancellazione esplicita del servizio se non si vuole continuare a pagare per messaggi e suonerie indesiderate che arrivano settimanalmente.
Numerosi siti Internet consentono di scaricare suonerie sul proprio cellulare, addebitando il costo del servizio sul credito della prepagata oppure nella bolletta del telefonino. Talvolta, il link fa scaricare nel computer un dialer e rimanda a numerazioni a pagamento, con addebiti ancora maggiori nella bolletta del telefono fisso. La suoneria viene poi inviata da un centro servizi, simile a quello che gestisce gli SMS dell'operatore.
Il prezzo del servizio include quello dell'SMS, un margine di guadagno per il servizio a valore aggiunto per l'operatore e il titolare del sito, e i diritti d'autore per la suoneria scaricata.
La vendita di suonerie ha dato anche un forte incremento all'industria musicale, facendo guadagnare ulteriori proventi attraverso i diritti d'autore.
Inoltre, i nuovi telefoni equipaggiati con Bluetooth o collegamento al computer possono trasferire gratuitamente le suonerie create dal PC al telefono. L'utente può perfino registrare da solo le proprie suonerie e poi trasferirle al telefono.